# マティアス・クラインハイスターカンプ
マティアス・クラインハイスターカンプ（ドイツ語: Matthias Kleinheisterkamp, 1893年6月22日‐1945年4月29日）は、ナチス・ドイツ武装親衛隊の将軍。最終階級は親衛隊大将および武装親衛隊大将（SS-Obergruppenführer und General der Waffen-SS）。

## 経歴
エルバーフェルト出身。アビトゥーア合格後、ドイツ陸軍に入隊。第一次世界大戦では1914年から1915年にかけては西武戦線で戦い、1915年から1916年には東部戦線へ移され、1916年から1918年までは再度西部戦線で戦った。1918年に激しい負傷をし、第一級および第二級鉄十字章、また重傷勲章を受章した。
戦後、義勇軍（フライコール）に参加。ワイマール共和国下のドイツ軍にも入隊。1933年に国家社会主義ドイツ労働者党（ナチス党）が政権を取るとその親衛隊（SS）に入隊した。1935年には武装親衛隊の前身親衛隊特務部隊に配属され、パウル・ハウサーの副官となった。1937年4月20日に国家社会主義ドイツ労働者党（ナチス党）に入党。1938年に役職を解かれて親衛隊内部の裁判にかけられたが、赦免された。1938年12月にはミュンヘンへ送られて第2SS装甲師団「ダス・ライヒ」に配属され、第3大隊の隊長となった。
1939年のポーランド侵攻にもこの立場にあり、ワルシャワからドイツ系市民を逃がす任務にあたった。1940年5月、第3SS装甲師団「トーテンコプフ」の第3歩兵連隊の隊長となった。師団長のテオドール・アイケとは折り合いが悪かったが、1941年7月にアイケが負傷した際には一時的に「トーテンコプフ」師団長となった。しかしアイケと不仲が続き、三ヶ月後には「ダス・ライヒ」へ戻り、東部戦線に従軍した。戦功をあげて騎士十字章を受章し、さらに1942年1月から4月にかけては「ダス・ライヒ」の師団長に任じられた。1942年4月中の短期間第6SS山岳師団「ノルト」の師団長に任じられたが、この際には任務を受けず、1942年6月になって改めて任命を受けた。1943年6月まで「ノルト」の指揮を執り、フィンランドでソ連軍との塹壕戦を指揮した。この功績でフィンランド政府から自由十字勲章を受章している。1943年5月から6月まで第7SS装甲軍団、1944年6月に第3SS装甲軍団、1944年8月から敗戦まで第6SS装甲軍団（1945年2月の一時期に第11SS装甲軍団の軍団長も兼務）の軍団長を務めた。
1945年4月28日にソ連軍に捕まった。翌日、収容先のベルリンの南東ハルベ近くで自決した。ベルリンはクラインハイスターカンプの死亡を知らず、彼に柏葉章を授章している。

## 階級
- 1914年8月2日、士官候補生（Fahnenjunker）
- 1914年10月、陸軍少尉（Leutnant）
- 1928年2月1日、陸軍中尉（Oberleutnant）
- 1929年10月1日、陸軍大尉（Hauptmann）
- 1934年1月8日、親衛隊志願兵（SS-Anwärter）
- 1934年1月24日、親衛隊二等兵（SS-Mann）
- 1934年2月8日、親衛隊上等兵（SS-Sturmmann）
- 1934年2月10日、親衛隊伍長（SS-Scharführer）
- 1934年2月12日、 親衛隊軍曹（SS-Oberscharführer）
- 1934年2月14日、親衛隊曹長（SS-Truppführer）
- 1934年3月19日、親衛隊上級曹長（SS-Obertruppführer）
- 1934年4月12日、親衛隊少尉（SS-Sturmführer）
- 1934年6月17日、親衛隊中尉（SS-Obersturmführer）
- 1935年4月20日、親衛隊大尉（SS-Hauptsturmführer）
- 1935年6月1日、親衛隊少佐（SS-Sturmbannführer）
- 1937年4月20日、親衛隊中佐（SS-Obersturmbannführer）
- 1940年5月18日、親衛隊大佐（SS-Standartenführer）
- 1940年7月19日、親衛隊上級大佐（SS-Oberführer）
- 1941年11月9日、親衛隊少将（SS-Brigadeführer und Generalmajor der Waffen-SS）
- 1943年5月1日、親衛隊中将（SS-Gruppenführer und Generaleutnant der Waffen-SS）
- 1944年8月1日、親衛隊大将（SS-Obergruppenführer und General der Waffen-SS）

## 勲章
- 1918年、第二級鉄十字章（Eisernen Kreuz II. Klasse）
- 1918年、第一級鉄十字章（Eisernen Kreuz I. Klasse）
- 1918年、戦傷章黒章・銀章（Das Verwundetenabzeichen）
- 1934年、名誉十字章（Ehrenkreuz des Weltkrieges）
- 1938年、1938年3月13日記念メダル（Die Medaille zur Erinnerung an den 13. März 1938）
- 1938年、1938年10月1日記念メダル（Die Medaille zur Erinnerung an den 1. Oktober 1938）
- 1939年、1939年3月22日メーメル返還記念メダル（Die Medaille zur Erinnerung an die Heimkerhr des Memllandes 22. März 1939）
- 1939年、第二級鉄十字略章（Spange zum Eisernen Kreuz II. Klasse）
- 1939年、第一級鉄十字略章（Spange zum Eisernen Kreuz I. Klasse）
- 1942年、騎士鉄十字章（Ritterkreuz des Eisernen Kreuzes）
- 1943年、自由十字勲章（フィンランドの勲章、フィンランド語Vapaudenristin ritarikunta）
- 1945年、柏葉章（Eichenlaub）
- 1942年、戦功十字章（Kriegsverdienstkreuz）